# هواردز اند (فیلم)
هواردز اِند (به انگلیسی: Howards End) فیلمی ۱۴۰ دقیقه‌ای به کارگردانی جیمز ایوری با بازی آنتونی هاپکینز که براساس کتاب هواردز اند نوشتهٔ ادوارد مورگان فورستر ساخته شده‌است.